# Neve McIntosh
Neve McIntosh (ur. jako Carol McIntosh 9 kwietnia 1972 w Paisley, Szkocja) – brytyjska aktorka filmowa, telewizyjna i teatralna.
McIntosh poślubiła kamerzystę, Alexa Sahla, którego spotkała w 1999 roku podczas nagrywania miniserialu pt. Psychos. W 2006 roku rozwiodła się z nim.

## Filmografia
Źródło:

### Filmy
| Rok  | Nazwa                                        | Rola                    | Uwagi                |
| ---- | -------------------------------------------- | ----------------------- | -------------------- |
| 1996 | Gwiazdor (The Leading Man)                   | kasjerka                |                      |
| 1997 | Gobble                                       | Ager                    | film telewizyjny     |
| 1997 | Love and Lung Cancer                         | argumentująca kobieta   | film krótkometrażowy |
| 1998 | Wonderful World                              | Joy                     | film krótkometrażowy |
| 1999 | Plunkett i Macleane (Plunkett & Macleane)    | Liz                     |                      |
| 2000 | Tajemnica Lady Audley (Lady Audley’s Secret) | Lucy, Lady Audley       | film telewizyjny     |
| 2001 | Doc Martin                                   | Rita Gorrie             | film telewizyjny     |
| 2001 | Gypsy Woman                                  | Natalie                 |                      |
| 2001 | Look                                         | Wendy                   | film krótkometrażowy |
| 2002 | The Hound of the Baskervilles                | Beryl Stapleton         | film telewizyjny     |
| 2003 | Doc Martin and the Legend of the Cloutie     | Rita Gorrie             | film telewizyjny     |
| 2004 | Gdy los się uśmiecha (One Last Chance)       | Barbara                 |                      |
| 2004 | Im                                           | Fran                    | film krótkometrażowy |
| 2004 | Call Register                                | Amanda                  | film krótkometrażowy |
| 2005 | The Trouble with Men and Women               | Deborah                 |                      |
| 2005 | Rare Books and Manuscripts                   | Jess                    | film krótkometrażowy |
| 2006 | Low Winter Sun                               | Daniella ‘Dani’ Bonetti | film telewizyjny     |
| 2008 | Wiosna 1941 (Spring 1941)                    | młoda Clara Planck      |                      |
| 2009 | Ratunek (Salvage)                            | Beth                    |                      |
| 2009 | Jak to jest (The Be All and End All)         | Kate                    |                      |

### Seriale
| Rok         | Nazwa                                                      | Rola                         | Uwagi                                              |
| ----------- | ---------------------------------------------------------- | ---------------------------- | -------------------------------------------------- |
| 1993        | Renegat                                                    | Connie                       | odc. „Honor Bound”                                 |
| 1999        | Psychos                                                    | Dr. Kate Millar              | 6 odcinków                                         |
| 2000        | Gormenghast                                                | Lady Fuchsia                 | miniserial; 4 odcinki                              |
| 2001        | The Fear                                                   | gawędziarka                  |                                                    |
| 2003        | Sprawy inspektora Lynleya (The Inspector Lynley Mysteries) | Olivia Whitelaw              | odc. „Playing for the Ashes”                       |
| 2003        | Trial & Retribution                                        | Carla Worth                  | odc. dwuczęściowy: „Suspicion”                     |
| 2004        | Agatha Christie: Panna Marple (Agatha Christie’s Marple)   | Martine                      | odc. „4.50 z Paddington”                           |
| 2004 – 2006 | Przypadki (Bodies)                                         | Donna Rix                    | 17 odcinków                                        |
| 2005        | The Ghost Squad                                            | Sarah Houghton               | odc. „Necessary Means”                             |
| 2006        | Murder City                                                | Cassandra Wallis             | odc. „Game Over”                                   |
| 2007        | Coming Up                                                  | kobieta                      | odc. „Imprints”                                    |
| 2007        | Ocean dusz (Sea of Souls)                                  | Karen O’Rourke               | odc. dwuczęściowy: „The Prayer Tree”               |
| 2009        | Na sygnale (Casualty)                                      | Eileen Naysmith              | odc. „Love Is a Sacrifice”                         |
| 2009        | 10 Minute Tales                                            | Kobieta                      | odc. „Syncing”                                     |
| 2010        | Law & Order: UK                                            | Cassie Shaw                  | odc. „Hounded”                                     |
| 2010        | Inspector George Gently                                    | Sarah Simmons                | odc. „Gently Evil”                                 |
| 2010        | Taggart                                                    | Louise Ferguson              | odc. „Fallen Angels”                               |
| 2010        | Single Father                                              | Anna                         | miniserial; 4 odcinki                              |
| 2010        | Oskarżeni (Accused)                                        | Roz Black                    | odc. „Liam’s Story”                                |
| od 2010     | Doktor Who (Doctor Who)                                    | różne role, zwłaszcza Vastra | 7 odcinków                                         |
| 2011        | Case Histories                                             | Joanna Hunter                | odc. dwuczęściowy: „When Will There Be Good News?” |
| 2012        | Na językach Lip Service                                    | Lauren                       | 4 odcinki                                          |
| 2012        | Simon Schama’s Shakespeare                                 |                              | odc. „Hollow Crowns”                               |
| 2012        | Nowe triki New Tricks                                      | Cathy Sinclair               | odc. „Glasgow UCOS”                                |
| 2013        | Ripper Street                                              | Raine                        | odc. „Become Man”                                  |
| 2013        | Dracula                                                    | Janina Kleiberson            | 2 odcinki                                          |
| 2015        | Critical                                                   | Nicola Hicklin               | 9 odcinków                                         |